# Список призёров зимних Олимпийских игр 2006
Ниже представлен список всех призёров зимних Олимпийских игр 2006 года, проходивших в итальянском Турине с 10 по 26 февраля 2006 года. Всего в соревнованиях приняли участие 2508 спортсменов — 1627 мужчин и 1006 женщин, представлявшие 80 стран  (национальных олимпийских комитета)  . Было разыграно 87 комплектов наград в 15 дисциплинах 7 олимпийских видов спорта — мужчины состязались в 45 видах программы игр, женщины — в 37, а в двух видах соревновались смешанные пары. В лыжном двоеборье и прыжках с трамплина разыгрывали медали исключительно мужчины, а фигурное катание было единственным видом спорта на этой зимней Олимпиаде, где мужчины и женщины соревновались вместе в парах.
Призёрами игр в Турине стал 451 спортсмен из 26 стран  — при этом 18 из этих стран удалось завоевать как минимум одну золотую медаль.  Победителем общемедального зачёта стала Германия, получившая 29 медалей, из которых 11 золотых, 12 серебряных и 6 бронзовых медалей. Россия на Олимпиаде выиграла 22 медали, в том числе 8 золотых,  заняв 4 место в общемедальном зачёте.

## Биатлон
| Соревнование                  | Золото                                                                                 | Серебро                                                                     | Бронза                                                                             |
| ----------------------------- | -------------------------------------------------------------------------------------- | --------------------------------------------------------------------------- | ---------------------------------------------------------------------------------- |
| Мужчины: индивидуальная гонка | Михаэль Грайс (GER)                                                                    | Уле-Эйнар Бьёрндален (NOR)                                                  | Халвар Ханевольд (NOR)                                                             |
| Мужчины: спринт               | Свен Фишер (GER)                                                                       | Халвар Ханевольд (NOR )                                                     | Фруде Андресен (NOR)                                                               |
| Мужчины: гонка преследования  | Венсан Дефран (FRA)                                                                    | Уле-Эйнар Бьёрндален (NOR)                                                  | Свен Фишер (GER)                                                                   |
| Мужчины: масс-старт           | Михаэль Грайс (GER)                                                                    | Томаш Сикора (POL)                                                          | Уле-Эйнар Бьёрндален (NOR)                                                         |
| Мужчины: эстафета 4×7,5 км    | Германия: - Рикко Грос - Михаэль Рёш - Свен Фишер - Михаэль Грайс                      | Россия: - Иван Черезов - Сергей Чепиков - Павел Ростовцев - Николай Круглов | Франция: - Жюльен Робер - Венсан Дефран - Феррол Каннар - Рафаэль Пуаре            |
| Женщины: индивидуальная гонка | Светлана Ишмуратова (RUS)                                                              | Мартина Глагов (GER)                                                        | Альбина Ахатова (RUS)                                                              |
| Женщины: спринт               | Флоранс Баверель-Робер (FRA)                                                           | Анна Карин Улофссон (SWE)                                                   | Лилия Ефремова (UKR)                                                               |
| Женщины: гонка преследования  | Кати Вильхельм (GER)                                                                   | Мартина Глагов (GER)                                                        | Альбина Ахатова (RUS)                                                              |
| Женщины: масс-старт           | Анна Карин Улофссон (SWE)                                                              | Кати Вильхельм (GER )                                                       | Уши Дизль (GER)                                                                    |
| Женщины: эстафета 4×6 км      | Россия: - Анна Богалий-Титовец - Светлана Ишмуратова - Ольга Зайцева - Альбина Ахатова | Германия: - Мартина Глагов - Андреа Хенкель - Катрин Апель - Кати Вильхельм | Франция: - Дельфина Перетто - Флоранс Баверель-Робер - Сильви Бекар - Сандрин Байи |

## Бобслей
| Соревнование      | Золото                                                            | Серебро                                                                            | Бронза                                                                 |
| ----------------- | ----------------------------------------------------------------- | ---------------------------------------------------------------------------------- | ---------------------------------------------------------------------- |
| Мужчины: двойки   | Германия: - Андре Ланге - Кевин Куске                             | Канада: - Пьер Людерс - Лассель Браун                                              | Швейцария: - Мартин Аннен - Беат Хефти                                 |
| Мужчины: четвёрки | Германия: - Андре Ланге - Кевин Куске - Рене Хоппе - Мартин Путце | Россия: - Александр Зубков - Филипп Егоров - Алексей Селивёрстов - Алексей Воевода | Швейцария: - Мартин Аннен - Беат Хефти - Томас Лампартер - Седрик Гран |
| Женщины: двойки   | Германия: - Сандра Кириасис - Аня Шнайдерхайнце                   | США: - Шона Робок - Валери Флеминг                                                 | Италия: - Герда Вайсенштайнер - Дженнифер Исакко                       |

## Горнолыжный спорт
| Соревнование               | Золото                    | Серебро                  | Бронза                       |
| -------------------------- | ------------------------- | ------------------------ | ---------------------------- |
| Мужчины: скоростной спуск  | Антуан Денерья (FRA)      | Михаэль Вальххофер (AUT) | Брюно Кернен (SUI)           |
| Мужчины: комбинация        | Тед Лигети (USA)          | Ивица Костелич (CRO)     | Райнер Шёнфельдер (AUT)      |
| Мужчины: супергигант       | Четиль Андре Омодт (NOR)  | Херманн Майер (AUT)      | Амбрози Хоффман (SUI)        |
| Мужчины: гигантский слалом | Бенджамин Райх (AUT)      | Жоэль Шеналь (FRA)       | Херманн Майер (AUT)          |
| Мужчины: слалом            | Бенджамин Райх (AUT)      | Райнфрид Хербст (AUT)    | Райнер Шёнфельдер (AUT)      |
| Женщины: скоростной спуск  | Михаэла Дорфмайстер (AUT) | Мартина Шильд (SUI)      | Аня Персон (SWE)             |
| Женщины: комбинация        | Яница Костелич (CRO)      | Марлис Шильд (AUT)       | Аня Персон (SWE)             |
| Женщины: супергигант       | Михаэла Дорфмайстер (AUT) | Яница Костелич (CRO)     | Александра Майсснитцер (AUT) |
| Женщины: гигантский слалом | Аня Персон (SWE)          | Николь Хосп (AUT)        | Марлис Шильд (AUT)           |
| Женщины: слалом            | Джулия Манкусо (USA)      | Таня Поутиайнен (FIN)    | Анна Оттоссон (SWE)          |

## Кёрлинг
| Соревнование                | Золото                                                                              | Серебро                                                                                           | Бронза                                                                                    |
| --------------------------- | ----------------------------------------------------------------------------------- | ------------------------------------------------------------------------------------------------- | ----------------------------------------------------------------------------------------- |
| Мужчины: турнир по кёрлингу | Канада: - Брэд Гушу - Марк Николс - Расс, Ховард - Джейми Кораб - Майк Адам         | Финляндия: - Маркку Уусипаавалниеми - Вилле Мякеля - Калле Киискинен - Теему Сало - Яни Сулланмаа | США: - Пит Фенсон - Шон Рожески - Джозеф Поло - Джон Шустер - Скотт Бэрд                  |
| Женщины: турнир по кёрлингу | Швеция: - Анетте Норберг - Ева Лунд - Катрин Линдаль - Анна Сверд - Ульрика Бергман | Швейцария: - Мирьям Отт - Биния Фельчер-Беели - Валерия Шпелти - Мишель Мозер - Мануэла Корман    | Канада: - Шэннон Клейбринк - Эми Никсон - Гленис Баккер - Кристин Кешен - Сандра Дженкинс |

## Конькобежный спорт
| Соревнование             | Золото                                                                                             | Серебро                                                                                     | Бронза |
| ------------------------ | -------------------------------------------------------------------------------------------------- | ------------------------------------------------------------------------------------------- | --- |
| Мужчины: 500 метров      | Джоуи Чик (USA)                                                                                    | Дмитрий Дорофеев (RUS)                                                                      | Ли Ган Сок (KOR)                                                                                           |
| Мужчины: 1000 метров     | Шани Дэвис (USA)                                                                                   | Джоуи Чик (USA)                                                                             | Эрбен Веннемарс (NED)                                                                                      |
| Мужчины: 1500 метров     | Энрико Фабрис (ITA)                                                                                | Шани Дэвис (USA)                                                                            | Чэд Хедрик (USA)                                                                                           |
| Мужчины: 5000 метров     | Чэд Хедрик (USA)                                                                                   | Свен Крамер (NED)                                                                           | Энрико Фабрис (ITA)                                                                                        |
| Мужчины: 10000 метров    | Боб Де Йонг (NED)                                                                                  | Чэд Хедрик (USA)                                                                            | Карл Верхейен (NED)                                                                                        |
| Мужчины: командная гонка | Италия: - Маттео Анези - Энрико Фабрис - Ипполито Санфрателло - Стефано Донагранди                 | Канада: - Арне Дэнкерс - Стивен Эльм - Джастин Варшылевиц - Денни Моррисон - Джейсон Паркер | Нидерланды: - Свен Крамер - Марк Тёйтерт - Карл Верхейен - Ринтье Ритсма - Эрбен Веннемарс                 |
| Женщины: 500 метров      | Светлана Журова (RUS)                                                                              | Ван Маньли (CHN)                                                                            | Жэнь Хуэй (CHN)                                                                                            |
| Женщины: 1000 метров     | Марианне Тиммер (NED)                                                                              | Синди Классен (CAN)                                                                         | Анни Фризингер (GER)                                                                                       |
| Женщины: 1500 метров     | Синди Классен (CAN)                                                                                | Кристина Гровс (CAN)                                                                        | Ирен Вюст (NED)                                                                                            |
| Женщины: 3000 метров     | Ирен Вюст (NED)                                                                                    | Ренате Груневолд (NED)                                                                      | Синди Классен (CAN)                                                                                        |
| Женщины: 5000 метров     | Клара Хьюз (CAN)                                                                                   | Клаудия Пехштайн (GER)                                                                      | Синди Классен (CAN)                                                                                        |
| Женщины: командная гонка | Германия: - Даниела Аншюц-Томс - Анни Фризингер - Клаудия Пехштайн - Люсиль Вебер - Сабине Фёлькер | Канада: - Кристина Гровс - Клара Хьюз - Кристин Несбитт - Синди Классен - Шэннон Ремпел     | Россия: - Екатерина Абрамова - Светлана Высокова - Екатерина Лобышева - Варвара Барышева - Галина Лихачёва |

## Лыжное двоеборье
| Соревнование                | Золото                                                                      | Серебро                                                                   | Бронза                                                                       |
| --------------------------- | --------------------------------------------------------------------------- | ------------------------------------------------------------------------- | ---------------------------------------------------------------------------- |
| Мужчины: спринт             | Георг Хеттих (GER)                                                          | Феликс Готтвальд (AUT)                                                    | Магнус Моан (NOR)                                                            |
| Мужчины: система Гундерсена | Феликс Готтвальд (AUT)                                                      | Магнус Моан (NOR)                                                         | Георг Хеттих (GER)                                                           |
| Мужчины: эфстафета          | Австрия: - Михаэль Грубер - Кристоф Билер - Феликс Готтвальд - Марио Штехер | Германия: - Бьёрн Кирхайзен - Георг Хеттих - Ронни Аккерман - Йенс Гайзер | Финляндия: - Антти Куисма - Ансси Койвуранта - Яакко Таллус - Ханну Маннинен |

## Лыжные гонки
| Соревнование                 | Золото                                                                                   | Серебро                                                                          | Бронза                                                                                |
| ---------------------------- | ---------------------------------------------------------------------------------------- | -------------------------------------------------------------------------------- | ------------------------------------------------------------------------------------- |
| Мужчины: спринт              | Бьёрн Линд (SWE)                                                                         | Родди Даррагон (FRA)                                                             | Тобиас Фредрикссон (SWE)                                                              |
| Мужчины: гонка на 15 км      | Андрус Веэрпалу (EST)                                                                    | Лукаш Бауэр (CZE)                                                                | Тобиас Ангерер (GER)                                                                  |
| Мужчины: гонка преследования | Евгений Дементьев (RUS)                                                                  | Фруде Эстиль (NOR)                                                               | Пьетро Пиллер Коттрер (ITA)                                                           |
| Мужчины: масс-старт на 50 км | Джорджо Ди Чента (ITA)                                                                   | Евгений Дементьев (RUS)                                                          | Михаил Ботвинов (AUT)                                                                 |
| Мужчины: командный спринт    | Швеция: - Тобиас Фредрикссон - Бьёрн Линд                                                | Норвегия: - Йенс Арне Свартедаль - Тур Арне Хетланн                              | Россия: - Иван Алыпов - Василий Рочев                                                 |
| Мужчины: эстафета 4×10 км    | Италия: - Фульвио Вальбуза - Джорджо Ди Чента - Пьетро Пиллер Коттрер - Кристиан Дзордзи | Германия: - Андреас Шлюттер - Йенс Фильбрих - Рене Зоммерфельдт - Тобиас Ангерер | Швеция: - Матс Ларссон - Юхан Ульссон - Андерс Сёдергрен - Матиас Фредрикссон         |
| Женщины: спринт              | Чандра Кроуфорд (CAN)                                                                    | Клаудия Кюнцель (GER)                                                            | Алёна Сидько (RUS)                                                                    |
| Женщины: гонка на 10 км      | Кристина Шмигун (EST)                                                                    | Марит Бьёрген (NOR)                                                              | Хильде Педерсен (NOR)                                                                 |
| Женщины: гонка преследования | Кристина Шмигун (EST)                                                                    | Катержина Нойманова (CZE)                                                        | Евгения Медведева (RUS)                                                               |
| Женщины: масс-старт          | Катержина Нойманова (CZE)                                                                | Юлия Чепалова (RUS)                                                              | Юстина Ковальчик (POL)                                                                |
| Женщины: командный спринт    | Швеция: - Анна Дальберг - Лина Андерссон                                                 | Канада: - Сара Реннер - Бекки Скотт                                              | Финляндия: - Айно-Кайса Сааринен - Вирпи Куйтунен                                     |
| Женщины: эстафета 4×5 км     | Россия: - Наталья Баранова - Юлия Чепалова - Лариса Куркина - Евгения Медведева          | Германия: - Штефани Бёлер - Виола Бауэр - Эви Захенбахер - Клаудия Кюнцель       | Италия: - Арианна Фоллис - Габриэлла Паруцци - Антонелла Конфортола - Сабина Вальбуза |

## Прыжки на лыжах с трамплина
| Соревнование                  | Золото                                                                          | Серебро                                                                 | Бронза                                                                                |
| ----------------------------- | ------------------------------------------------------------------------------- | ----------------------------------------------------------------------- | ------------------------------------------------------------------------------------- |
| Мужчины: нормальный трамплин  | Ларс Бюстёль (NOR)                                                              | Матти Хаутамяки (FIN)                                                   | Руар Льёкельсёй (NOR)                                                                 |
| Мужчины: большой трамплин     | Томас Моргенштерн (AUT)                                                         | Андреас Кофлер (AUT)                                                    | Ларс Бюстёль (NOR)                                                                    |
| Мужчины: командное первенство | Австрия: - Андреас Видхёльцль - Андреас Кофлер - Мартин Кох - Томас Моргенштерн | Финляндия: - Тами Киуру - Янне Хаппонен - Янне Ахонен - Матти Хаутамяки | Норвегия: - Ларс Бюстёль - Бьёрн Эйнар Ромёрен - Томми Ингебригтсен - Руар Льёкельсёй |

## Санный спорт
| Соревнование      | Золото                                       | Серебро                                     | Бронза                                                 |
| ----------------- | -------------------------------------------- | ------------------------------------------- | ------------------------------------------------------ |
| Мужчины: одиночки | Армин Цоггелер (ITA)                         | Альберт Демченко (RUS)                      | Мартиньш Рубенис (LAT)                                 |
| Мужчины: двойки   | Австрия: - Андреас Лингер - Вольфганг Лингер | Германия: - Андре Флоршюц - Торстен Вустлих | Италия: - Освальд Хазельридер - Герхард Планкенштайнер |
| Женщины: одиночки | Зильке Отто (GER)                            | Зильке Краусхар (GER)                       | Татьяна Хюфнер (GER)                                   |

## Скелетон
| Соревнование | Золото              | Серебро            | Бронза                     |
| ------------ | ------------------- | ------------------ | -------------------------- |
| Мужчины      | Дафф Гибсон (CAN)   | Джефф Пэйн (CAN)   | Грегор Штели (SUI)         |
| Женщины      | Майя Педерсен (SUI) | Шелли Рудман (GBR) | Меллиса Холлингсуорт (CAN) |

## Сноуборд
| Соревнование                            | Золото              | Серебро                  | Бронза                   |
| --------------------------------------- | ------------------- | ------------------------ | ------------------------ |
| Мужчины: хафпайп                        | Шон Уайт (USA)      | Дэнни Касс (USA)         | Маркку Коски (FIN)       |
| Мужчины: бордеркросс                    | Сет Уэскотт (USA)   | Радослав Жидек (SVK)     | Поль-Анри де Ле Рю (FRA) |
| Мужчины: параллельный гигантский слалом | Филипп Шох (SUI)    | Симон Шох (SUI)          | Зигфрид Грабнер (AUT)    |
| Женщины: хафпайп                        | Ханна Тетер (USA)   | Гретхен Блейлер (USA)    | Хьерсти Буос (NOR)       |
| Женщины: бордеркросс                    | Таня Фриден (SUI)   | Линдси Джекобеллис (USA) | Доминик Мальте (CAN)     |
| Женщины: параллельный гигантский слалом | Даниела Мойли (SUI) | Амели Кобер (GER)        | Рози Флетчер (USA)       |

## Фигурное катание
| Соревнование               | Золото                                        | Серебро                                | Бронза                                     |
| -------------------------- | --------------------------------------------- | -------------------------------------- | ------------------------------------------ |
| Мужчины: одиночное катание | Евгений Плющенко (RUS)                        | Стефан Ламбьель (SUI)                  | Джеффри Баттл (CAN)                        |
| Женщины: одиночное катание | Сидзука Аракава (JPN)                         | Саша Коэн (USA)                        | Ирина Слуцкая (RUS)                        |
| Парное катание             | Россия: - Татьяна Тотьмянина - Максим Маринин | Китай: - Чжан Дань - Чжан Хао          | Китай: - Шэнь Сюэ - Чжао Хунбо             |
| Танцы на льду              | Россия: - Татьяна Навка - Роман Костомаров    | США: - Танит Белбин - Бенджамин Агосто | Украина: - Елена Грушина - Руслан Гончаров |

## Фристайл
| Соревнование        | Золото               | Серебро                 | Бронза                 |
| ------------------- | -------------------- | ----------------------- | ---------------------- |
| Мужчины: могул      | Дейл Бегг-Смит (AUS) | Микко Ронкайнен (FIN)   | Тоби Доусон (USA)      |
| Мужчины: акробатика | Хань Сяопэн (CHN)    | Дмитрий Дащинский (BLR) | Владимир Лебедев (RUS) |
| Женщины: могул      | Дженнифер Хейл (CAN) | Кари Тро (NOR)          | Сандра Лаура (FRA)     |
| Женщины: акробатика | Эвелин Лу (SUI)      | Ли Нина (CHN)           | Алиса Кэмплин (AUS)    |

## Хоккей
| Соревнование   | Золото | Серебро | Бронза |
| -------------- | --- | --- | --- |
| Мужской турнир | Швеция: - Пер-Юхан Аксельссон - Даниэль Альфредссон - Кристиан Бекман - Хенрик Зеттерберг - Йорген Йонссон - Кенни Йонссон - Никлас Крунвалль - Стефан Лив - Никлас Лидстрём - Хенрик Лундквист - Фредрик Модин - Маттиас Олунд - Самуэль Польссон - Микаэль Самуэльссон - Даниэль Седин - Хенрик Седин - Матс Сундин - Ронни Сундин - Микаэль Телльквист - Петер Форсберг - Никлас Хавелид - Мика Ханнула - Томас Холмстрём - Даниэль Чернквист | Финляндия: - Аки-Петтери Берг - Никлас Бекстрём - Олли Йокинен - Юсси Йокинен - Нико Капанен - Микко Койву - Саку Койву - Лассе Кукконен - Антти Лааксонен - Йере Лехтинен - Тони Людман - Антти-Юсси Ниеми - Вилле Ниеминен - Антеро Нииттимяки - Фредрик Норрена - Петтери Нуммелин - Теппо Нумминен - Вилле Пелтонен - Яркко Рууту - Сами Сало - Теему Селянне - Киммо Тимонен - Никлас Хагман - Юкка Хентунен | Чехия: - Ян Булис - Томаш Вокоун - Давид Выборны - Доминик Гашек - Милан Гейдук - Милан Гниличка - Марек Жидлицки - Томаш Каберле - Франтишек Каберле - Алеш Коталик - Филип Куба - Павел Кубина - Роберт Ланг - Марек Малик - Ростислав Олеш - Вацлав Проспал - Мартин Ручински - Душан Салфицки - Мартин Страка - Алеш Хемски - Петр Чаянек - Ярослав Шпачек - Патрик Элиаш - Мартин Эрат - Яромир Ягр |
| Женский турнир | Канада: - Меган Агоста - Дженнифер Боттерилл - Сара Вайянкур - Хейли Уикенхайзер - Даниэль Гойет - Бекки Келлар - Джина Кингсбери - Кейси Кэмпбелл - Шарлин Лабонте - Карла Маклеод - Шери Пайпер - Шерил Паундер - Ким Сен-Пьер - Коллин Состорикс - Вики Сунохара - Кэти Уитерстон - Каролин Уэллетт - Джиллиан Феррари - Джейна Хеффорд - Джиллиан Эппс                                                                                       | Швеция: - Сесилия Андерссон - Ким Мартин - Йоа Эльфсберг - Гунилла Андерссон - Эмма Элиассон - Йенни Ассерхольт - Ильва Линдберг - Анна-Луиза Эдстранд - Эрика Хольст - Нанна Янссон - Йенни Линдквист - Кристина Люндберг - Фрида Невалайнен - Эмили О’Конор - Мария Рут - Даниела Рундквист - Тереза Шёландер - Катарина Тимглас - Анна Викман - Пернилла Винберг                                               | США: - Ганда Ган - Пэм Дрейер - Кортни Кеннеди - Анджела Руджеро - Линдсей Уолл - Хелен Резор - Кейтлин Кэхоу - Молли Энгстром - Джейми Хагерман - Крисси Венделл - Ким Инсалако - Дженни Поттер - Джули Чу - Келли Стивенс - Кэтлин Каус - Кристин Кинг - Кэти Кинг (хоккей) - Натали Дарвиц - Триция Дюн - Сара Парсонс                                                                                |

## Шорт-трек
| Соревнование                  | Золото                                                                            | Серебро                                                                                      | Бронза                                                                |
| ----------------------------- | --------------------------------------------------------------------------------- | -------------------------------------------------------------------------------------------- | --------------------------------------------------------------------- |
| Мужчины: 500 метров           | Аполо Антон Оно (USA)                                                             | Франсуа-Луи Трамбле (CAN)                                                                    | Ан Хён Су (KOR)                                                       |
| Мужчины: 1000 метров          | Ан Хён Су (KOR)                                                                   | Ли Хо Сок (KOR)                                                                              | Аполо Антон Оно (USA)                                                 |
| Мужчины: 1500 метров          | Ан Хён Су (KOR)                                                                   | Ли Хо Сок (KOR)                                                                              | Ли Цзяцзюнь (CHN)                                                     |
| Мужчины: эстафета 5000 метров | Республика Корея: - Ан Хён Су - Ли Хо Сок - О Се Джон - Со Хо Джин - Сон Сок У    | Канада: - Шарль Амлен - Эрик Бедар - Джонатан Гильметт - Франсуа-Луи Трамбле - Матьё Тюркотт | США: - Алекс Изиковски - Джей Пи Кепка - Аполо Антон Оно - Расти Смит |
| Женщины: 500 метров           | Ван Мэн (CHN)                                                                     | Евгения Раданова (BUL)                                                                       | Анук Леблан-Буше (CAN)                                                |
| Женщины: 1000 метров          | Чин Сон Ю (KOR)                                                                   | Ван Мэн (CHN)                                                                                | Ян Ян (A) (CHN)                                                       |
| Женщины: 1500 метров          | Чин Сон Ю (KOR)                                                                   | Чхве Ын Гён (KOR)                                                                            | Ван Мэн (CHN)                                                         |
| Женщины: эстафета 3000 метров | Республика Корея: - Кан Юн Ми - Пён Чхон Са - Чин Сон Ю - Чон Да Хе - Чхве Ын Гён | Канада: - Таня Висан - Аланна Краус - Анук Леблан-Буше - Аманда Оверленд - Калина Роберж     | Италия: - Катя Дзини - Мара Дзини - Марта Капурсо - Арианна Фонтана   |